# Monsieur St. Ives
Pour plus de détails, voir Fiche technique et Distribution.
Monsieur St. Ives (St. Ives) est un film américain réalisé par J. Lee Thompson, sorti en 1976.

## Synopsis
Abner Procane, riche cambrioleur, engage Raymond St. Ives, un auteur de romans policiers et journaliste, pour retrouver les plans de son prochain cambriolage. Ives va au rendez-vous fixé par le voleur des documents et trouve un cadavre. Il est immédiatement suspecté et arrêté par les deux détectives arrivés sur place. Il devra s'évertuer à retrouver le véritable coupable pour se disculper...

## Fiche technique
- Titre français : Monsieur St. Ives
- Titre original : St. Ives
- Réalisation : J. Lee Thompson
- Scénario : Barry Beckerman, d'après le roman The Procane Chronicle de Ross Thomas
- Musique : Lalo Schifrin
- Photographie : Lucien Ballard
- Montage : Michael F. Anderson
- Production : Pancho Kohner & Stanley S. Canter
- Société de production et de distribution : Warner Bros.
- Pays :  États-Unis
- Langue : Anglais
- Format : Couleur - Mono - 35 mm - 1.85:1
- Genre : Policier
- Durée : 94 min
- Date de sortie :
  - États-Unis : 1er septembre 1976 (New York)
  - France : 1er décembre 1976

## Distribution
- Charles Bronson (VF : Claude Bertrand) : Raymond St. Ives
- John Houseman (VF : Samson Fainsilber) : Abner Procane
- Jacqueline Bisset (VF : Perrette Pradier) : Janet Whistler
- Maximilian Schell (VF : Jacques Thébault) : le Dr John Constable
- Harry Guardino (VF : Pierre Fromont) : le détective Frank Deal
- Harris Yulin (VF : Michel Beaune) : le détective Carl Oller
- Dana Elcar (VF : Georges Atlas) : le lieutenant Charles Blunt
- Michael Lerner (VF : Jacques Ferrière) : Myron Green
- George Memmoli (en) : Shippo
- Dick O'Neill (VF : Jean Violette) : Hesh
- Elisha Cook (VF : Maurice Sarfati) : Eddie
- Jerome Thor (VF : Jean-Jacques Steen) : Chasman
- Val Bisoglio (VF : Claude d'Yd) : Finley Cummins
- Burr De Benning (VF : Jacques Richard) : l'officier Fran
- Daniel J. Travanti (VF : Dominique Paturel) : Johnny Parisi
- Stanley Brock (VF : Bernard Musson) : le réceptionniste
- Joseph Roman (VF : Jacques Deschamps) : Seymour
- Jeff Goldblum : un voyou
- Robert Englund : un voyou
- Mark Thomas (VF : Michel Bedetti) : un voyou
- Bob Terhune (VF : Michel Gudin) : Kluszewski
- Lynn Borden (VF : Béatrice Delfe) : la fêtarde

## Autour du film
- Il s'agit de la première collaboration entre Charles Bronson et le réalisateur J. Lee Thompson qui le dirigera dans huit autres films.
- Dans la VF, sur Charles Bronson on entend parfois sur quelques mots, la voix de Edmond Bernard.